# John Ferris
John Ferris (n. 24 iulie 1949, Sacramento, California, SUA – d. 13 septembrie 2020) a fost un înotător ce a reprezentat Statele Unite ale Americii, medaliat olimpic. A participat la o ediție a Jocurilor Olimpice (1968) în care a câștigat 3 medalii de bronz.